# Klei-Oldambt
Klei-Oldambt of Menterne is de oude naam voor het noordelijk deel van het Oldambt in de provincie Groningen. Het zuidelijke deel van de streek heette Wold-Oldambt. Het gebied stond later ook bekend als Klein-Oldambt (tegenover Groot-Oldambt). 
Het Klei-Oldambt valt min of meer samen met het grondgebied van de voormalige gemeente Termunten (nu Eemsdelta) en moet niet verward worden met de zeekleipolders van het Wold-Oldambt. 
Tot het gebied behoorden sinds de 15e eeuw de kerspelen Groot- en Klein-Termunten, Borgsweer, Woldendorp, Wagenborgen, alsmede het rond 1600 ontruimde kerkdorp Westerreide. Het gebied tussen Wagenborgen en Woldendorp (De Heemen) behoorde niet tot het Klei-Oldambt, maar tot het kerspel Nieuwolda. Het werd in de Franse tijd alsnog toegevoegd aan de nieuwe gemeente Termunten. 
De naam Klein-Oldambt werd vanaf 1912 tevens gehanteerd als naam van een landbouwgebied, dat in 1957 werd omgedoopt tot Oost-Fivelgo. 
De naam Menterne is afgeleid van de (hypothetische) riviernaam *Munte en betekent vermoedelijk 'hoek bij de Munte'. Menterne was tevens de Latijnse naam voor het dorp Termunten. Ook het vroegere Grijzemonnikenklooster bij Baamsum werd wel als zodanig aangeduid.